# Budjonowka

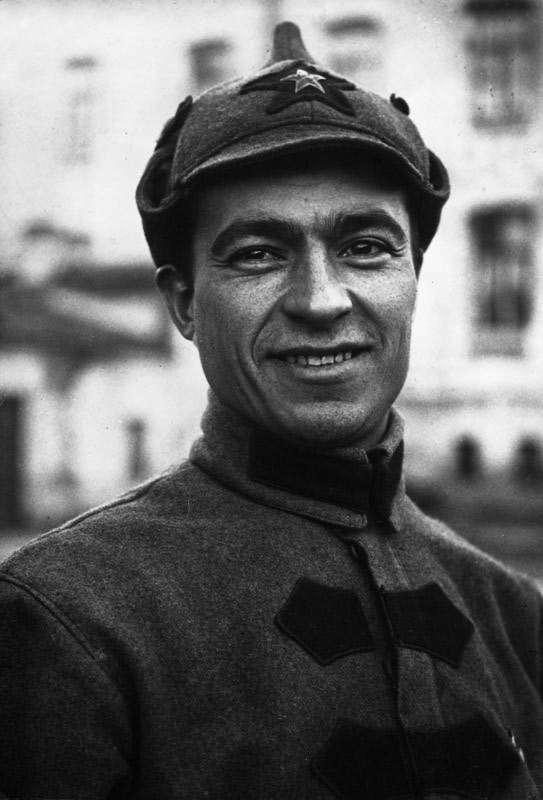
Sowjetischer Soldat mit Kopfbedeckung Budjonowka und als Bekleidung Gymnastjorka, 1926

Die Budjonowka (russisch будёновка; auch gelistet als Budenovka bzw. Budionovka oder  als Budjonny-Mütze bezeichnet) ist eine Kopfbedeckung, die im Russischen Bürgerkrieg als Teil der Uniform der 1918 neugegründeten Roten Armee eingeführt und bei dieser bis Ende der 1930er-Jahre getragen wurde. Durch ihr charakteristisches Aussehen und ihre Verwendung in zahlreichen Karikaturen wurde sie weit über die Sowjetunion hinaus zu einem Symbol für die Rote Armee und das nachrevolutionäre Russland.(→ Oktoberrevolution)

## Beschreibung
Die Budjonowka ist ein eigenständiger Mützentyp. Die klassische Grundform blieb während der Zeit ihrer Verwendung weitgehend unverändert, nur die Höhe wurde im Laufe der Zeit verringert und die Form weiter abgerundet. Der Mützenkörper ist der Kopfform angepasst und besteht, wie der Rest der Mütze auch, aus grauem Filz. An dem seitlichen und hinteren Mützenkörper kann ein umlaufender Nacken- und Ohren-Wangenschutz heruntergeklappt werden, der einen Großteil des Gesichts verdecken kann, jedoch meist zur Seite geschoben wurde. Dieser Schutz kann auch nach oben gestülpt und mit an der Seite angebrachten Metallknöpfen dort befestigt werden. Als markantes Zeichen für die Verwendung in der Roten Armee ist am vorderen Mützenkörper ein fünfzackiger Stern aus Stoff mit einem Durchmesser von 8,8 cm angebracht, dessen Farbe je nach Truppengattung variierte. In den meisten Fällen war er rot, was für die einfache Infanterie stand. Für die Kavallerie war er blau, für die Artillerie orange, für die Luftstreitkräfte hellblau, für die Pioniere schwarz und für den Grenzschutz grün. Auf diesem Stern war ein weiterer fünfzackiger Roter Stern aus Email mit goldenem Hammer- und Sichel-Symbol angebracht. Durch Auftrag № 628 des revolutionären Kriegsrats vom 8. April 1919 wurde schließlich der Durchmesser des Stoffsterns von 8,8 auf 10,5 cm vergrößert. Bis zur endgültigen Ablösung der Budjonowka durch die Uschanka Ende der 1930er-Jahre wurden nur kleinere Änderungen an Höhe und Rundung der Mütze durchgeführt.

## Geschichte

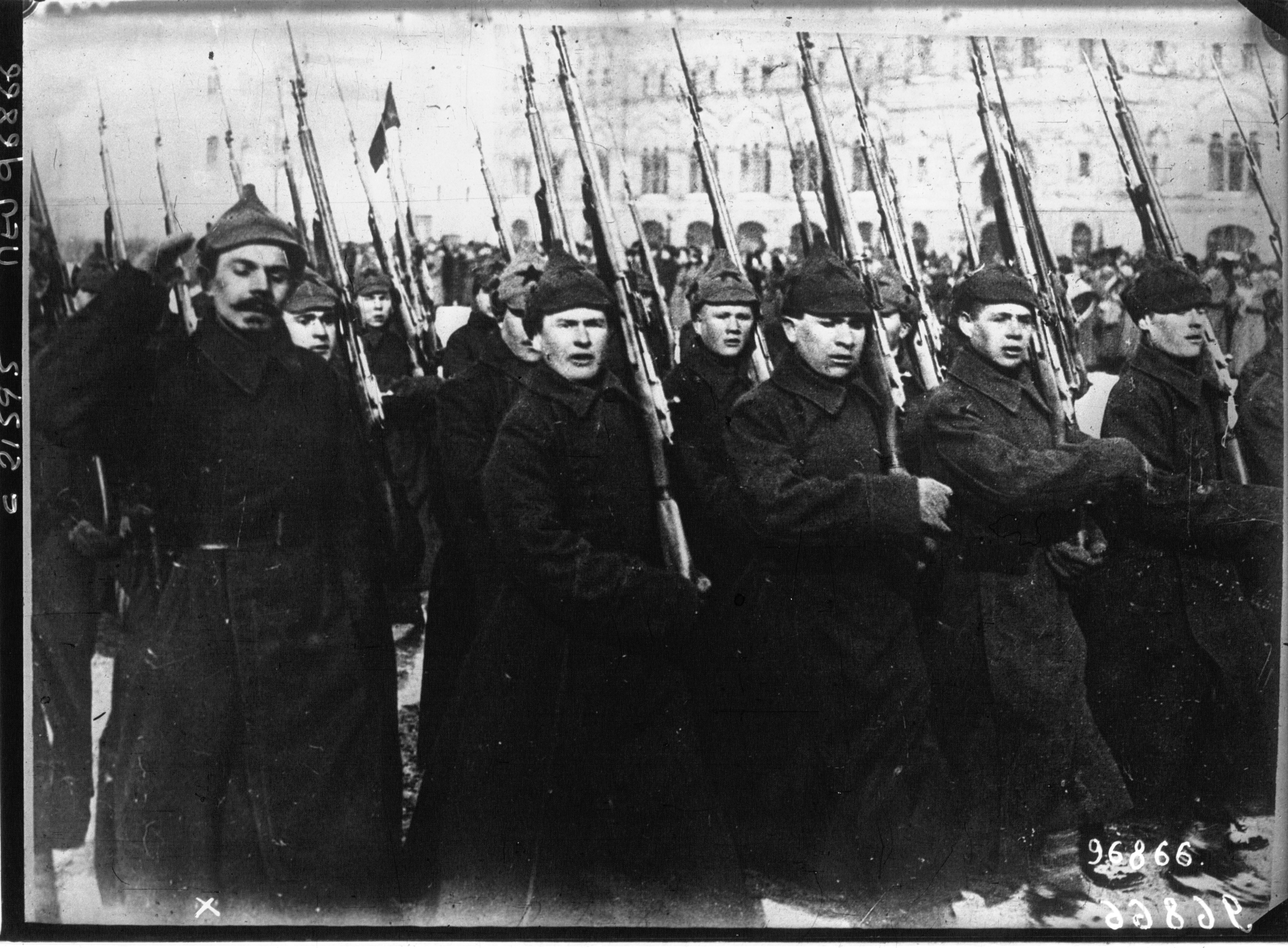
Soldaten der Roten Armee mit Budjonowkas bei einer Parade auf dem Roten Platz in Moskau 1922

Bei der Gründung der Roten Arbeiter- und Bauern-Armee im Februar 1918 wurde es nötig, eine neue Uniform einzuführen, um die Armee von der des zaristischen Russlands sowie der Weißen Armee auch optisch eindeutig unterscheiden zu können. Es sollte möglichst wenige Parallelen zu den alten Uniformen der russischen Armee geben, weshalb auch eine neue Mütze für die roten Truppen eingeführt werden sollte. Am 18. Dezember 1918 einigte sich der revolutionäre Kriegsrat schließlich auf die Bogatyrka. Sie wurde zuerst an die Erste Kavallerie-Armee unter Semjon Budjonny ausgegeben, weshalb sie in Anlehnung an den legendären sowjetischen Heerführer schließlich in Budjonowka umbenannt wurde. Auch die Armee des Generals Frunse erhielt die Budjonowkas recht früh, was zu ihrem zweiten Namen Frunsowka führte.
Die Mütze blieb während des gesamten Russischen Bürgerkriegs mit kleinen Änderungen in der Roten Armee im Einsatz. Dennoch zeigten sich bereits im Bürgerkrieg ihre Mängel. Durch den hohen Aufbau konnten keine Helme über ihr getragen werden und der große, meist rote, Stoffstern machte die Rotarmisten vor allem im Winter zum leichten Ziel feindlicher Scharfschützen. Außerdem bot sie bei winterlichen Temperaturen nur ungenügend Wärme, da der Filz zu dünn für einen effektiven Schutz war. Trotz dieser teilweise gravierenden Mängel blieb die Budjonowka als Hauptkopfbedeckung Teil der Uniform der Roten Armee. Ab 1935 wurde sie im Sommer durch die Pilotka (Schiffchen) M1935 abgelöst, so dass die Budjonowka nur noch im Winter getragen werden musste. 1939/40, nachdem sich im Winterkrieg gegen Finnland die Untauglichkeit bei extrem niedrigen Temperaturen zeigte, kam schließlich das endgültige Aus, als die Uschanka eingeführt wurde, die aus der finnischen Turkislakki entstanden war. Trotzdem verblieben aufgrund der Unmöglichkeit, alle Budjonowkas über Nacht aus den Einheiten der Streitkräfte auszusondern, zahlreiche der Mützen in den verschiedenen Truppenteilen, sodass sowjetische Soldaten mit Budjonowkas selbst in der Anfangsphase des Großen Vaterländischen Krieges noch häufig anzutreffen waren. Dies bediente nicht zuletzt auch viele antibolschewistische Klischees der deutschen Invasoren im Zweiten Weltkrieg (ab Juni 1941), die gefangen genommene Rotarmisten mit Budjonowkas oft für ihre antikommunistische Propaganda missbrauchten und beispielsweise in der Deutschen Wochenschau als typische „Bolschewiken“ vorführten.

## Die Budjonowka in Kunst und Kultur
Als langjähriger Hauptbestandteil der sowjetischen Militäruniform manifestierte sich die Budjonowka als zentrales Sinnbild für die Rote Armee in den 1920er-Jahren, vor allem für die Zeit des Bürgerkriegs. Sie wurde deshalb vielfach filmisch und theatralisch dargestellt, so zum Beispiel in fast allen Filmen, die den Russischen Bürgerkrieg zum Thema haben. Auch wurde sie über ihre Tragezeit hinaus als typische Kopfbedeckung der Sowjetsoldaten angesehen und während und nach dem Krieg in vielen Karikaturen verwendet.

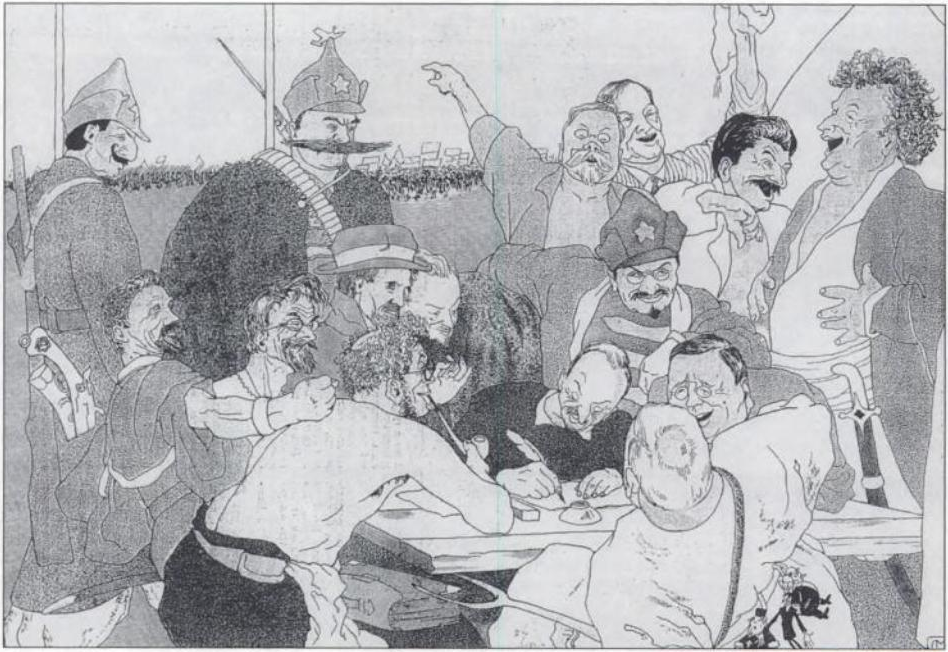
Typische Karikatur aus dem Jahre 1923, die Semjon Budjonny und Leo Trotzki als Vertreter der Roten Armee mit einer Budjonowka auf dem Kopf zeigt.
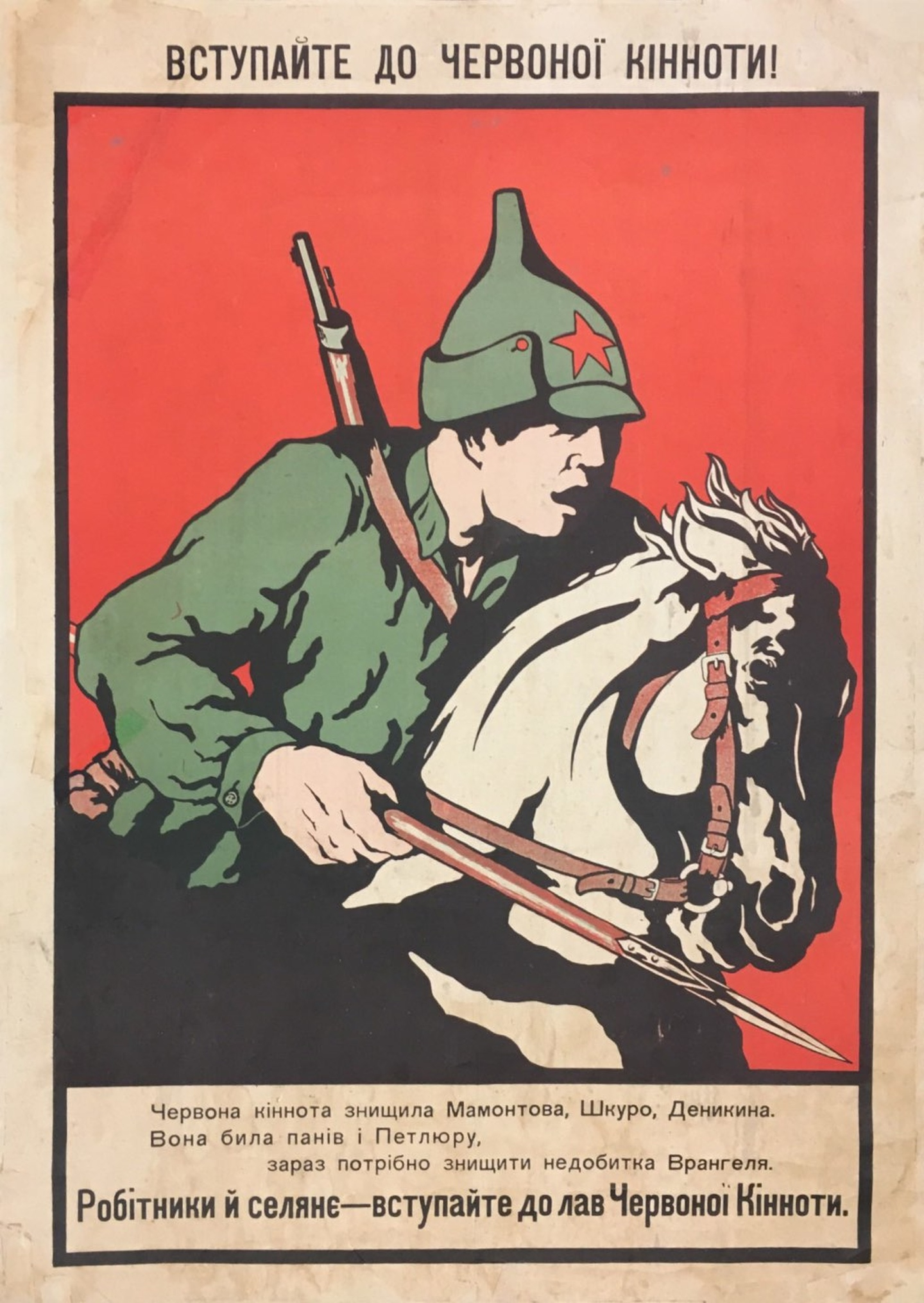
Sowjetisches Plakat von 1920 (auf Ukrainisch)
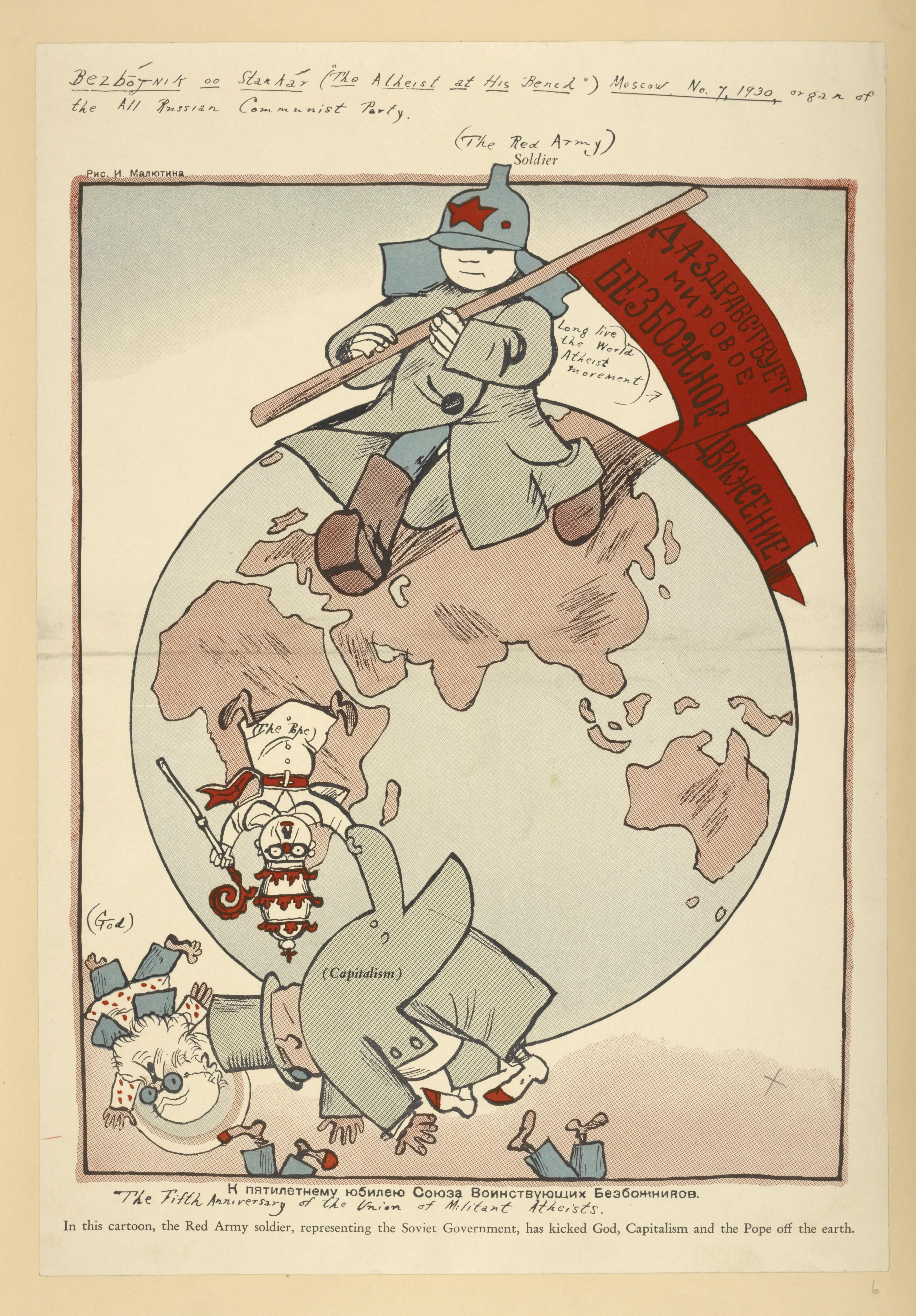
Darstellung der Budjonowka auf einem Plakat des Verbands der kämpfenden Gottlosen im Jahre 1930
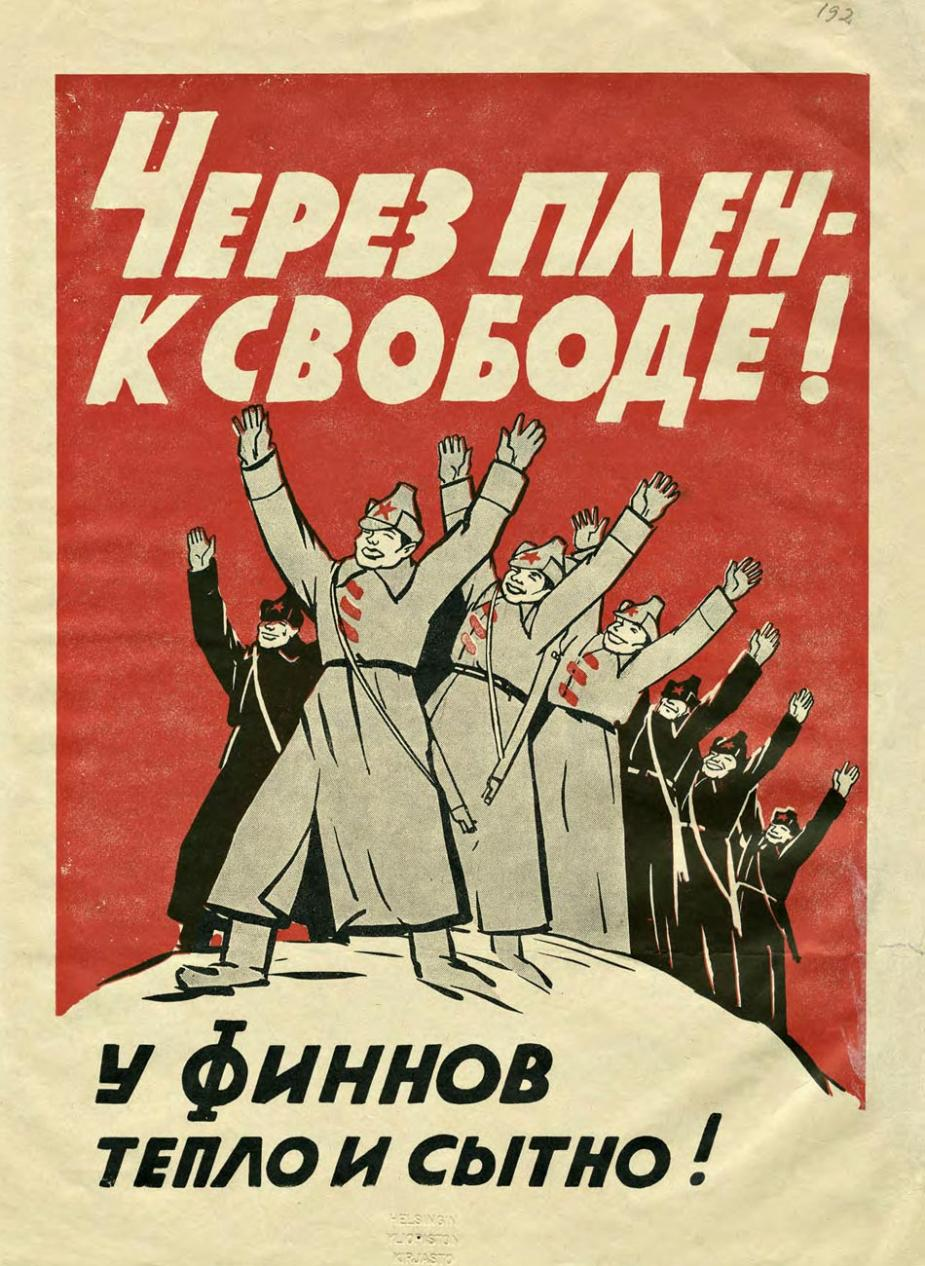
Finnisches Plakat aus dem Winterkrieg 1939/40, das Rotarmisten zur Kapitulation auffordert
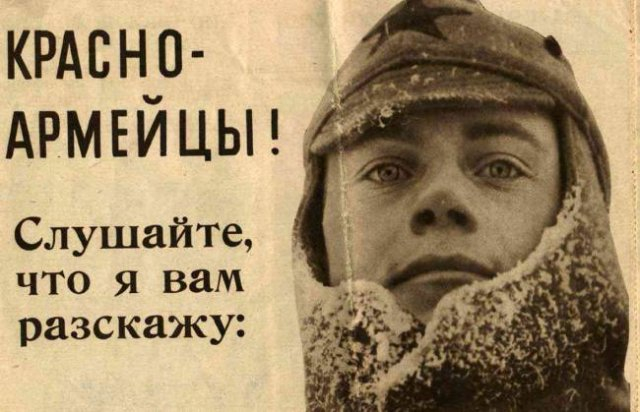
Finnische Propaganda aus der Zeit des Winterkriegs 1939/40
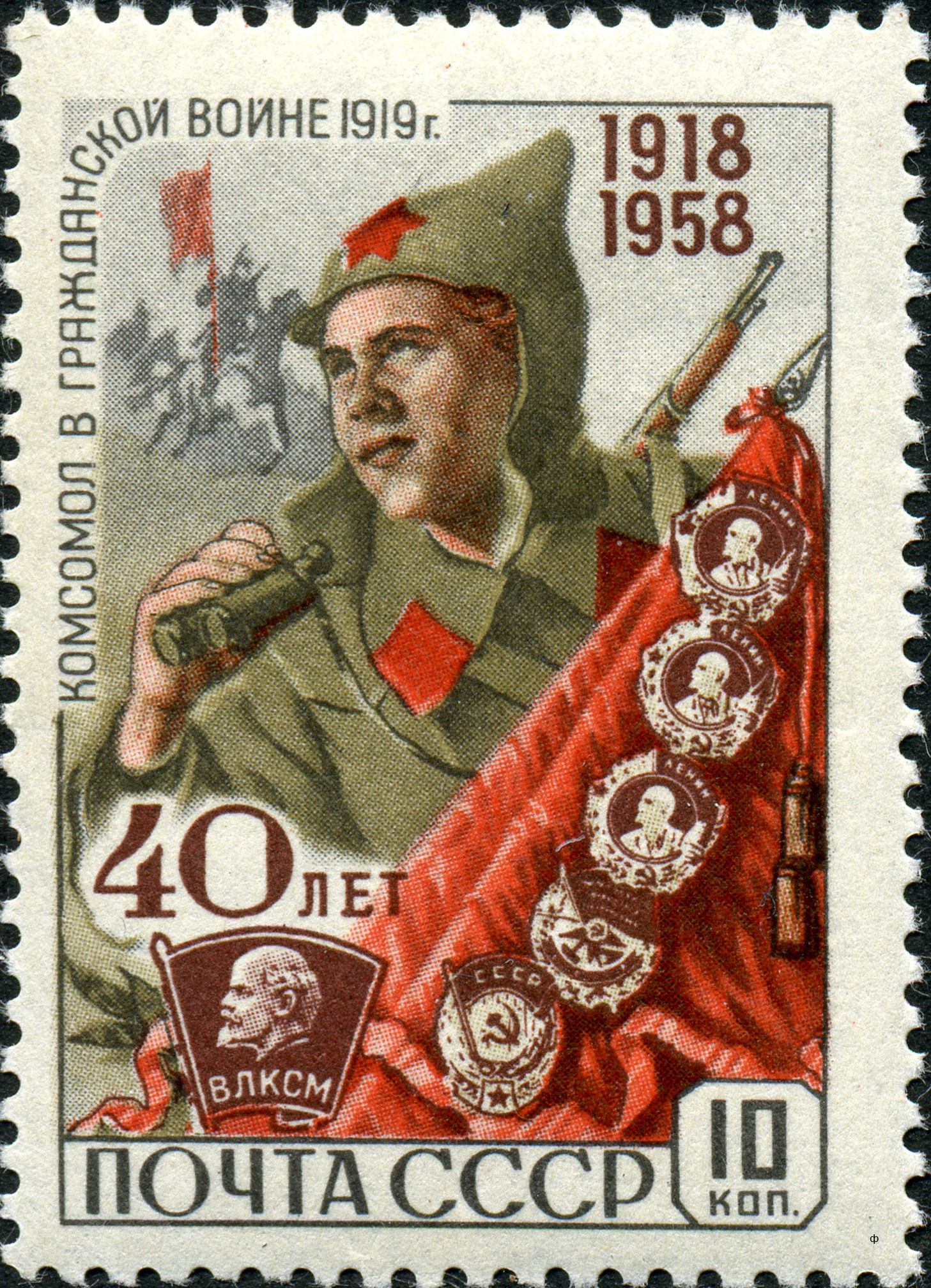
Sowjetische Briefmarke aus dem Jahre 1958, die an das 40-jährige Bestehen der Roten Armee erinnert